# Вулиці Львова
Ву́лиці Льво́ва — список урбанонімів (вулиць, провулків, проспектів, проїздів тощо) міста Львів. Перелік сучасних (станом на 2007 р.) назв вулиць і площ м. Львова подано відповідно до офіційної бази даних Львівського комунального підприємства «Міський центр інформаційних технологій».
Станом на 2015 рік у Львові нараховувалось понад 1300 вулиць, у тому числі 4 проспекти і 30 площ.

## Цікаві факти
Найдовші вулиці: 
- Зелена (до об'їзної дороги) — бл. 9 км.
- Городоцька (до об'їзної дороги) — бл. 8 км.
- Стрийська (до об'їзної дороги) — бл. 7,5 км.

Найвужчі вулиці:
- Вузька — 3 м.
- Нижанківського — 3,5 м.
- Староміська — 4 м.
- Ліста — 4,5 м.

Найменші площі:
- Вічева — довжина 24 м, ширина 21 м.
- Коліївщини — довжина 30 м, ширина 23 м.
- Звенигородська — довжина бл. 50 м, ширина бл. 30 м.